# Ömer Halisdemir
Ömer Halisdemir, né le 20 février 1974 et mort le 16 juillet 2016  à Ankara, est un militaire sous-officier turc loyaliste connu pour avoir abattu le général putschiste Semih Terzi, avant d'être lui-même tué pendant la tentative de coup d'État. La mort du général Terzi est considérée comme l'un des événements ayant empêché la victoire des putschistes en 2016. Pour cette raison, après sa mort il devient le héros de tout un peuple, de la démocratie et celui des partisans du président Recep Tayyip Erdoğan et de l'AKP. Des places, des parcs et des écoles portent son nom, et sa tombe dans la province de Niğde devient un lieu de pèlerinage.

## Biographie
Le soir du 15 juillet 2016, alors qu'il est posté au quartier général des forces spéciales, à Ankara, Ömer Halisdemir reçoit par téléphone l'ordre d'abattre le général Semih Terzi, qui est en route pour prendre le contrôle du lieu à la tête d'une troupe de soldats. Il y parvient mais est tué ensuite dans les premières heures du 16 juillet. Cet acte fait néanmoins reculer les putschistes qui échouent à capturer le bâtiment,.
Le 19 avril 2018, 18 soldats qui ont participé à l'assaut du QG des forces spéciales sont jugés coupables du meurtre d'Halisdemir, et condamnés à la prison à vie.

## Hommages
Après sa mort, un véritable culte populaire se met en place autour de lui. Sa sépulture est visitée par des milliers de personnes dans les mois qui suivent les événements. Son nom devient utilisé par de nombreuses entreprises désireuses de profiter de sa notoriété, au point de pousser sa veuve à déposer la marque « Ömer Halisdemir » pour mettre fin au phénomène.
Une statue est érigée devant le mémorial au victimes du coup d'État, à Istanbul.